# Les Trois-Îlets
Les Trois-Îlets è un comune francese situato nel Dipartimento d'oltremare della Martinica, arrondissement di Le Marin.
Situato a livello del mare, ha una superficie di 28 chilometri quadrati. I suoi abitanti, censiti in 7.084 unità al 2007, hanno come etnico Iléens.
È il luogo in cui è nata Giuseppina di Beauharnais, imperatrice di Francia e moglie di Napoleone Bonaparte.
Sindaco della città è dal 1989 Arnaud René-Corail.

## Geografia fisica

### Territorio
Il comune è ubicato a sud-ovest dell'isola sulla penisola detta Le Diamant e si affaccia sulla baia della capitale Fort-de-France, raggiungibile anche attraverso i numerosi battelli-navetta che incrociano nella zona.

### Clima
Il clima è tipico della zona, ovvero tropicale. Più secco e ventilato a ovest e più umido e piovoso sulla costa est.

## Toponimo
Il comune prende il nome da tre piccole isole che costeggiano il borgo di Trois-Ilets. La cittadina si sviluppa su quattro agglomerati urbani chiamati rispettivamente:
- Il Borgo, ove hanno sede gli uffici amministrativi, si sviluppa intorno alla chiesa principale;
- L'Anse Mitan, la spiaggia principale;
- Pointe du Bout, la penisola;
- L'Anse à l'Âne.

## Storia
Il villaggio originale fu fondato su spinta religiosa con il nome di "cul sac de la vache"  nel XVII secolo. nella zona chiamata Poterie. Il nucleo urbano si è poi sviluppato nel secolo successivo intorno al borgo vero e proprio di Trois Ilets. L'abitato si estende in senso longitudinale lungo la strada principale senza circondare la città, secondo una caratteristica costante delle città caraibiche.
In passato l'attività economica era prevalentemente agricola. Molte case della cosiddetta petite Guinée (luogo di nascita di Joséphine de Beauharnais) portano nomi che i prodotti apprezzati nelle metropoli al tempo dello schiavismo: cacao, tabacco, zucchero, rum.

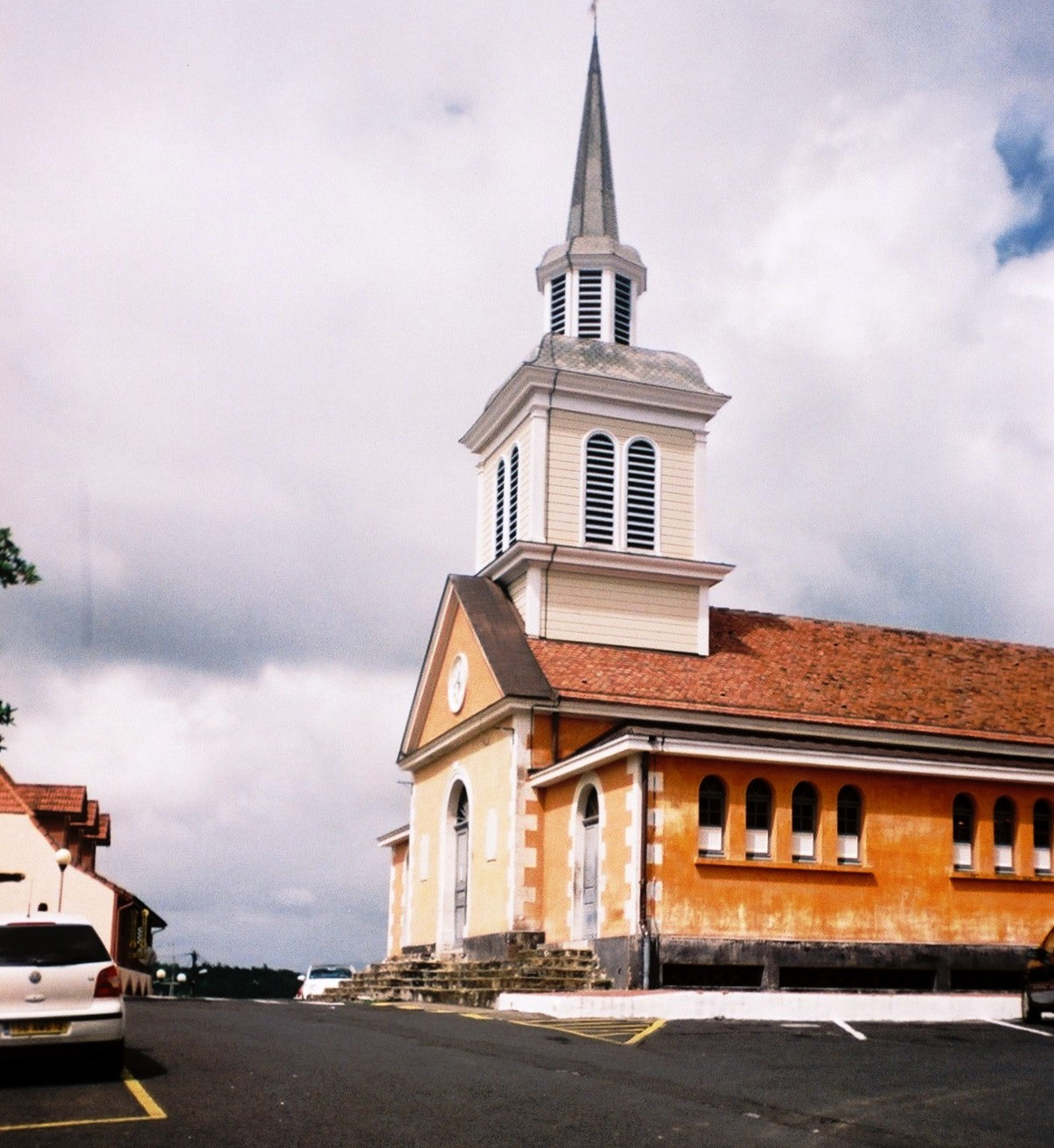
La chiesa di Trois-Ilets

Resti di fortificazioni militari della baia testimoniano delle pesanti incursioni della flotta inglese durante i secoli XVII e XVIII. Due gli edifici militari tuttora esistenti, ovvero quelli di fort d'Alet e Pointe du Bout. Molti abitanti del luogo hanno partecipato alla grande guerra nell'esercito francese mentre taluni dissidenti hanno preferito trasferirsi, specie durante la seconda guerra mondiale, nelle isole anglofone. Alcuni bunker edificati a Pointe du Bout risalgono a quel periodo: servivano a proteggere la baia e le riserve auree della Banca di Francia custodite a Fort-de-France.

## Economia
Dagli anni sessanta il comune di Trois-Îlets è uno dei centri maggiori per il turismo della Martinica. Ha cinque spiagge e un casinò, oltre che discoteche e attrezzature per praticare diversi sport fra cui sport ippici, sci nautico, golf e pesca sportiva. Gli alberghi sono concentrati intorno alle spiagge di Pointe du Bout, Anse Mitan e Anse à l'Âne.
Le comunicazioni con Fort-de-France sono favorite da un servizio battello-navetta che favorisce il pendolarismo per motivi di lavoro di molti residenti con la capitale.

## Luoghi e monumenti
- Chiesa di Les Trois Îlets;

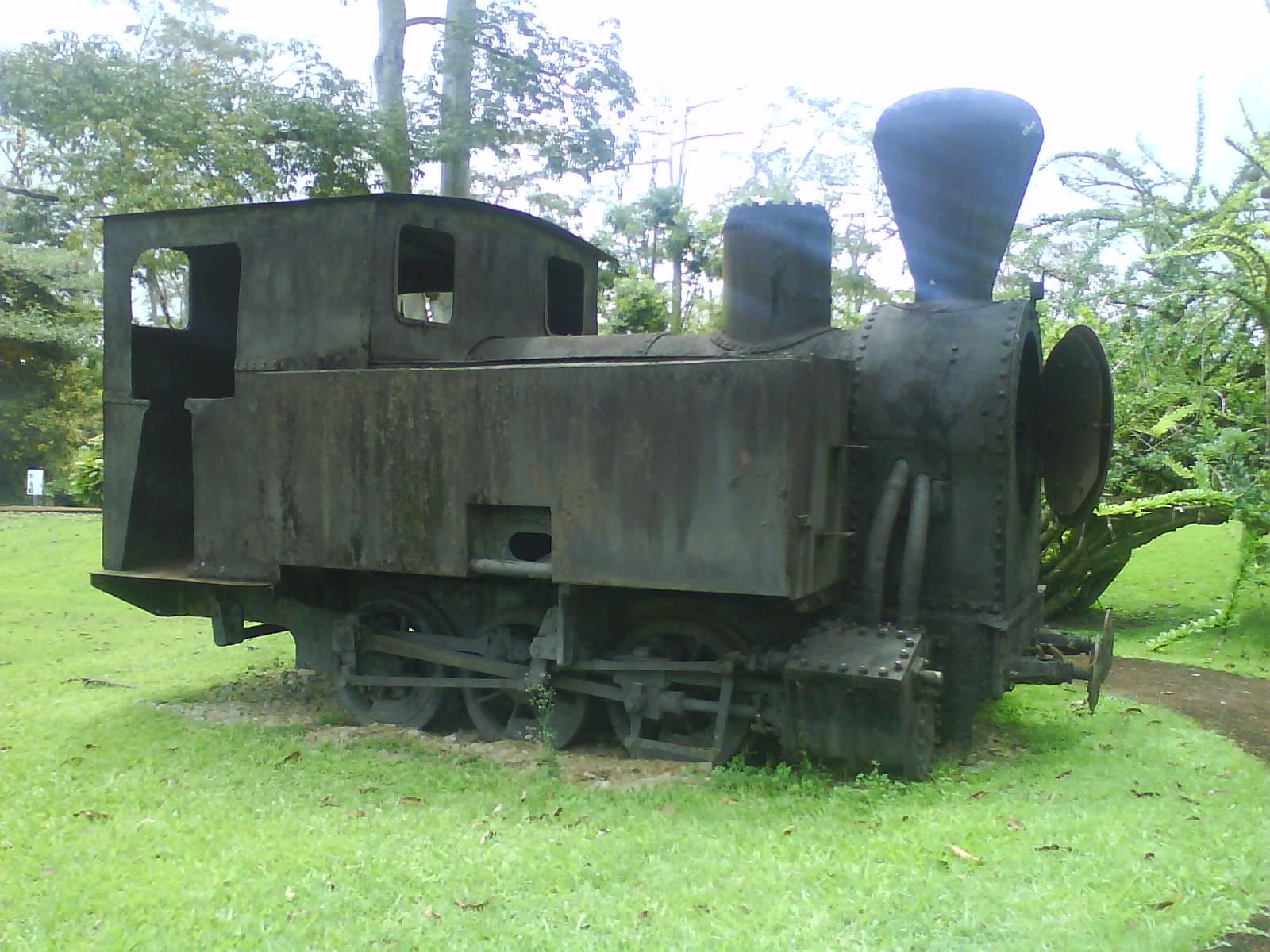
Un'antica locomotiva nel parco della Maison de la canne (il Museo della canna da zucchero)

- Musée de La Pagerie: luogo di nascita dell'imperatrice Giuseppina;
- Marina de la Pointe du Bout gestita dalla Chambre de commerce et d'industrie de la Martinique;
- Casino de la Pointe du Bout;
- Maison de la Canne: museo della canna da zucchero;
- Villaggio de La Poterie;
- Museo del caffè e del cacao;
- Savane des esclaves;
- La mangrove.

## Sport

### Impianti sportivi
I principali impianti sportivi sono lo stadio municipale e il centro sportivo Eveil des Trois-Ilets.